# Volkmar Nebe
Volkmar Nebe (* 1960 in Kiel) ist ein deutscher Drehbuch-, Roman-, und Theaterautor. Er schreibt auch unter dem Pseudonym Janne Mommsen.

## Leben
1988 beendete Nebe sein Musikstudium an der Carl-von-Ossietzky-Universität Oldenburg und war an verschiedenen Theatern als musikalischer Leiter und Musiker engagiert (unter anderem Opernhaus Kiel, Landesbühne Wilhelmshaven). Seit 1990 lebt Volkmar Nebe als freier Autor in Hamburg. Seit 1994 ist er Dozent für Musical und Chanson an der Schule für Schauspiel in Kiel.

## Filmografie (Auswahl)
- 1997: Sophie – Schlauer als die Polizei (Fernsehserie, Folge Ein Grab an der Donau)
- 1998: Das Glück wohnt hinterm Deich (Fernsehfilm)
- SK Kölsch (Fernsehserie)
  - 2001: Tour de Cologne
  - 2001: Piercing
  - 2002: Wachschutz
- Die Rote Meile (Fernsehserie, 6 Folgen)
  - 1999: Die Lolita-Gang
  - 2000: Dicke Luft und Liebe
  - 2000: Wer bietet mehr?
  - 2000: Ein flotter Dreier
  - 2001: Geld oder Liebe
  - 2001: Eine Nacht auf St. Pauli
- 2000: Pfeifer (12-teilige Fernsehserie)
- 2001–2003: Broti & Pacek – Irgendwas ist immer (Serienkonzept und Entwicklung für die RomanticComedy-Serie, 26 Folgen)
- 2002: Tatort: Lastrumer Mischung
- 2006: Das Geheimnis meines Vaters (Konzeptentwicklung und div. Folgen)
- 2012: Auf Herz und Nieren (Fernsehserie, Folge Die Polizistin)

## Buch
- „Tatort Schleswig-Holstein“ ISBN 3-923525-79-6 (Verlag Michael Jung), nach der gleichnamigen Hörspielreihe des Autors im NDR Welle Nord
- „Unter Wasser spielt keiner Cello“ ISBN 978-3-923525-89-8 (Verlag Michael Jung)
- „Allein unter Spielplatzmüttern“ ISBN 978-3-499-24404-9 (Rowohlt-Verlag 2007)
- „Der Mann mit dem Bobbycar“ ISBN 978-3-499-24584-8 (Rowohlt-Verlag 2008)
- „Oma ihr klein Häuschen“ ISBN 978-3-499-25409-3 unter dem Pseudonym Janne Mommsen (Rowohlt-Verlag 2010)
- „Ein Strandkorb für Oma“ ISBN 978-3-499-25686-8 unter dem Pseudonym Janne Mommsen (Rowohlt-Verlag) Juli 2011
- „Männer können auch anders“, zusammen mit Ralf Pingel, ISBN 978-3-7466-2769-4 (Aufbau-Verlag) Januar 2012
- „Oma dreht auf“, ISBN 978-3-499-25842-8, unter dem Pseudonym Janne Mommsen (Rowohlt-Verlag, Mai 2012)
- „Träum weiter, Mann“, zusammen mit Ralf Pingel ISBN 978-3-7466-2905-6 (Aufbau-Verlag) Februar 2013
- „Omas Erdbeerparadies“ ISBN 978-3-499-25956-2 unter dem Pseudonym Janne Mommsen (Rowohlt-Verlag) Juni 2013
- „Friesensommer“ ISBN 978-3-499-26738-3 unter dem Pseudonym Janne Mommsen (Polaris)  Mai 2014
- „Weihnachtsherzen - die schönsten Geschichten zum Fest“ ISBN 978-3-8052-5078-8 Anne Tente (Herausgeberin), mit Juliet Ashton, Morgan Callan Rogers, Sofie Cramer, Gabriella Engelmann, Nina George, Ciara Geraghty, Tessa Hennig, Emma Sternberg, Lauren Willig – und, als einziger Mann, JANNE MOMMSEN (Wunderlich) Oktober 2014
- „Die Insel tanzt“ ISBN 978-3-499-26901-1 unter dem Pseudonym Janne Mommsen (Rowohlt-Polaris) März 2015
- „Zwischen den Bäumen das Meer“ ISBN 978-3-499-27132-8 unter dem Pseudonym Janne Mommsen (Rowohlt-Verlag) Februar 2016
- „Seeluft macht glücklich“ ISBN 978-3-499-29018-3 unter dem Pseudonym Janne Mommsen (Rowohlt-Verlag) März 2017
- „Die kleine Inselbuchhandlung“ ISBN 978-3-499-29154-8 unter dem Pseudonym Janne Mommsen (Rowohlt-Verlag) März 2018
- „Mein wunderbarer Küstenchor“ ISBN 978-3-499-27444-2 unter dem Pseudonym Janne Mommsen (Rowohlt-Verlag) Juli 2018
- „Die Bücherinsel“ ISBN 978-3-499-27586-9 unter dem Pseudonym Janne Mommsen (Rowohlt-Verlag) März 2019
- „Omas Inselweihnacht“ ISBN 978-3-499-00118-5  unter dem Pseudonym Janne Mommsen (Rowohlt-Verlag) September 2019
- „Wiedersehen in der kleinen Inselbuchhandlung“ unter dem Pseudonym Janne Mommsen. (Rowohlt-Verlag) Februar 2020, ISBN 978-3-499-27661-3
- „Das kleine Friesencafé“ unter dem Pseudonym Janne Mommsen. (Rowohlt-Verlag) Februar 2021, ISBN 978-3-499-00395-0
- „Das Inselweihnachtswunder“ unter dem Pseudonym Janne Mommsen. (Rowohlt Verlag) September 2021, ISBN 978-3-499-00573-2
- „Ein Fest im kleinen Friesencafé“ unter dem Pseudonym Janne Mommsen. (Rowohlt-Verlag) Februar 2022, ISBN 978-3-499-00485-8
- „Inselhochzeit im kleinen Friesencafé“ unter dem Pseudonym Janne Mommsen. (Rowohlt-Verlag) Februar 2023, ISBN 978-3-499-00963-1
- "Die Weihnachtsliste" unter dem Pseudonym Janne Mommsen. (Rowohlt-Verlag), September 2023, ISBN 978-3-499-00959-4.
- „Frühlingsgefühle im kleinen Friesencafé“ unter dem Pseudonym Janne Mommsen. (Rowohlt Verlag) Februar 2024, ISBN 978-3-499-00961-7
- „Das Licht in den Wellen“ unter dem Pseudonym Janne Mommsen. (Rowohlt Polaris) April 2025, ISBN 978-3-499-01584-7

## Bühne
- „Allein unter Spielplatzmüttern“ (nach Nebes gleichnamigen Roman, Uraufführung 18. Mai 2008, Altonaer Theater, Hamburg)
- „Das Wunder von Bern“ (Uraufführung 10. Mai 2009, Altonaer Theater Hamburg)
- „Susan Boyles Greatest Fan“ (Uraufführung März 2011 in London)
- „Botter bi de Fisch (Singles a la Carte)“ (Uraufführung 26. Mai 2019, Ohnsorg-Theater Hamburg)
- "Die Bücherinsel" (nach dem gleichnamigen Roman von Janne Mommsen, Uraufführung 21.5.23 Altonaer Theater Hamburg)